# Irina Jourina
Irina Mikhaïlovna Jourina (Ири́на Миха́йловна Жу́рина), né le 28 août 1946 à Kharkov (URSS), est une cantatrice soviétique et russe soprano colorature. Elle a été distinguée comme artiste du peuple de la fédération de Russie en 1993.

## Biographie
Irina Jourina est diplômée de l'école enfantine de musique de Kharkov no 3 en 1964. En 1971, elle est diplômée de l'Institut des arts Kotliarevski de Kharkov. Elle prend des cours de chants auprès de B. Kourbatova-Bespalovaïa.
En 1971-1975, elle est soliste du Théâtre d'opéra et de ballet Lyssenko de Kharkov. Elle interprète de grands rôles parmi lesquels Gilda dans Rigoletto et Violetta dans La Traviata de Verdi, Snégoroutchka dans La Demoiselle des neiges de Rimski-Korsakov, Rosine dans Le Barbier de Séville de Rossini. Elle interprète le rôle de Lucia dans Lucia di Lammermoor sur la scène du Théâtre d'opéra et de ballet de Kharkov et sur la scène du Théâtre d'opéra Chevtchenko de Kiev. L'un de ses partenaires à Kiev est l'artiste du peuple Anatoli Solovianenko. Elle chante avec lui Gilda de Rigoletto au cours d'une tournée à Sofia en 1985.
En 1975, elle est admise dans le groupe de stagiaires du Théâtre Bolchoï de Moscou et en septembre 1976 elle devient soliste du Bolchoï. Parmi ses partenaires sur scène, l'on peut distinguer au cours des ans Elena Obraztsova et Iouri Mazourok, Hendrik Krumm et Irina Arkhipova, Jorma Hunninen et Tamara Milachkina, Virgilijus Noreika et Tamara Siniavskaïa, Alexandre Bedernikov et Galina Kalinina, Zourab Sotkilava et Nina Terentieva, Vladimir Atlantov et Evgueni Nesterenko, Arthur Eisen et Boris Chtokolov, Iouri Gouliaïev et Alexandre Vorochilo.
Elle dirige le concours russe des vocalistes Kovaliova, la section du chant du concours des jeunes interprètes Kabalevski de Samara; elle est membre du jury du concours de chant panrusse d'Astrakhan et du concours Romansiada. Elle a chanté à de nombreuses occasions officielles, comme pour l'installation à la présidence de Boris Eltsine, ou lors de la visite officielle à Moscou de la reine Elisabeth II d'Angleterre.
Irina Jourina enseigne de 1995 à 2008 au collège de l'Académie musicale du conservatoire de Moscou et en 2008-2009  à l'Académie russe de culture slave. Actuellement, elle est professeur de l'Institut d'art dramatique (GITIS).

## Quelques rôles
- Zerline (Don Giovanni de Mozart)
- Despina (Cosi fan tutte de Mozart)
- Marfa (La Fiancée du tsar de Rimski-Korsakov)
- Snégoroutchka (La Demoiselle des neiges de Rimski-Korsakov[3])
- la tsarevna (Kachtcheï l'immortel de Rimski-Korsakov)
- l'oiseau Sirine (La Légende de la ville invisible de Kitège de Rimski-Korsakov)
- la reine (L'Oiseau de feu de Rimski-Korsakov)
- la princesse-cygne (Le Conte du tsar Saltan de Rimski-Korsakov)
- Antonida (Ivan Soussanine de Glinka)
- Woglinde (L'Or du Rhin de Wagner)
- Norina (Don Pasquale de Donizetti)
- Lucia (Lucia di Lammermoor de Donizetti)
- Lavrouchka (Le Gendre sans racine de Khrennikov)
- la dame bien sous tous rapports (Les Âmes mortes de Chtchédrine)
- Sophie (Werther de Massenet)
- Musetta (La Bohème de Puccini)
- Brigitte (Iolanta de Tchaïkovski)
- Rosine (Le Barbier de Séville de Rossini)
- Frasquita (Carmen de Bizet)
- Gilda (Rigoletto de Verdi)
- Violetta (La Traviata de Verdi)
- Оscar (Un bal masqué de Verdi)
- Prilepa (La Dame de pique de Tchaïkovski)
- Rose-Marie (Rose-Marie de Friml et Stottgart)

## Discographie
- Irina Jourina. Arias. Romances. (2LP, Melodiya, 1981, C10-16355-58)
- Irina Schurina singt. Eine der schönsten Stimmen des Bolschoi-Theaters singt Arien und russishe Volkslieder. (2LP, Melodia / Mietfinanz, 1981, C10-16355-8)
- Troïka russe. Orchestre d'État académique russe populaire Ossipov (dir: Nikolaï Kalinine). Enregistr. 1981. (LP, Melodiya, С20-17831-2, 1982)
- Rimski-Korsakov. Opéra La Demoiselle des neiges. Dir: Alexandre Lazarev, Irina Jourinova (la demoiselle des neiges), Nina Terentieva (la fée Printemps), Gueorgui Seleznev (le bonhomme Hiver), Tatiana Erastova (Lel le berger), Orchestre et chœur du Bolchoï URSS. Enregistr. 1987. (4LP, Melodiya, А10 00429 002, 1989)
- Serov. Opéra Judith. 1991. Andreï Tchistiakov (dir.), Orchestre du Bolchoï. Chœur académique russe d'URSS. Irina Oudalova (Judith), Elena Zaremba (Avra), Mikhaïl Kroutikov (Holopherne), Irina Jourina (odalisque); rééd. Brilliant Classics, 2011
- Rimski-Korsakov. Opéra Kachtcheï l'immortel. 1991, Andreï Tchistiakov (dir.), Orchestre du Bolchoï. Alexandre Arkhipov (Kachtcheï), Irina Jourina (la princesse), Nina Terentieva (la fille de Kachtcheï), Vladislav Verestnikov (Ivan Korolievitch), Vladimir Matorine (le chevalier Tempête). (1992, Le Chant du Monde, LDC 288 046, CM 201, 65’07, DDD)
- Music of the Italian Barocco in the Moscow Conservatory. Irina Zhurina (soprano), Elena Keilina (orgue), Andreï Ikov (trompette). (CD, Studio of Moscow Conservatory, 1995, SMC CD0010)

## Source de la traduction
- (ru) Cet article est partiellement ou en totalité issu de l’article de Wikipédia en russe intitulé « Журина, Ирина Михайловна » (voir la liste des auteurs).